# Inocyclus psychotriae
Inocyclus psychotriae är en svampart som först beskrevs av Syd. & P. Syd., och fick sitt nu gällande namn av Theiss. & Syd 1915. Inocyclus psychotriae ingår i släktet Inocyclus och familjen Parmulariaceae.   Inga underarter finns listade i Catalogue of Life.